# Age of Empires III
Age of Empires III er et RTS-spil og det fjerde spil i den populære Age of Empires-serie. I denne udgave skal man som en af otte europæiske stormagter kolonisere Amerika fra år 1500 til år 1850. Den forsætter i tidsalderen, hvor Age of Empires II slap. Spillet har en meget god grafik med et flot og detaljeret landskab.
Spillet er lige som de andre lavet af Ensemble Studios og udgivet af Microsoft Game Studios.
En ny ting i forhold til Age of Empires I og II er at kolonien, aperiodisk, kan få tilsendt forsyninger og reserver fra hjemlandet. En anden ting er at der rundt omkring på banen er havarerede hestevogne og kvinder i nød. Disse er bevogtet af vilde dyr eller desperados. Ved nedkæmpning af disse, vil man få adgang til nye opfindelser og taknemmelige nybyggere.
Der er også god mulighed for at spille over internettet, da der er rigtigt mange AoE fans over hele verden
De forskellige stadier man gennemgår:
1. Discovery age – handelsstationer, vindmøller, bosættere.
2. Colonial age – musketerer, husarer, kanonstøberier, karaveller, kirker.
3. Fortress age – forter, dragoner, kanoner, kunstgødning, fregatter, plantager.
4. Industrial age – fabrikker, stående hære.
5. Imperial age – hovedstæder, flådeblokader, beskatning.

De otte civilisationer man kan styre:
- Spanien
- Tyskland
- Holland
- England
- Frankrig
- Portugal
- Rusland
- Osmannerriget

Desuden kan man, som i de tidligere spil, spille i et historiebaseret felttog.
Man kan også alliere sig med de indfødte; Maya-folket og mange flere indianere.
I 2006 kom udvidelsespakken Age of Empires III: The Warchiefs med mere fokus på indianerne:
- Irokeserne
- Siouxerne
- Aztekerne

I 2007 kom udvidelsespakken Age of Empires III: The Asian Dynasties, foregår i Østasien.
- Kineserne
- Japanerne
- Inderne

I 2020 kom udvidelsespakken Age of Empires III: Definitive Edition.
- Inkaerne
- Sverige

## Snydekoder
Age of Empires III indeholder en række snydekoder, her er et udvalg af dem:
Tryk [enter], skriv koden og tryk derefter [enter] igen.
- [Medium Rare Please] – Spilleren modtager 10.000 enheder mad
- [<censored>] – Spilleren modtager 10.000 enheder træ
- [Give me liberty or give me coin] – Spilleren modtager 10.000 enheder penge
- [Nova & Orion] – Spilleren modtager 10.000 enheder erfaring
- [X marks the spot] – Hele kortet bliver tydeligt
- [Speed always wins] – Træning og byggeri udføres 100 gange hurtigere (dette gælder også for fjender og allierede)
- [Ya gotta make do with what ya got] – En stor kanon med mere skade end fem normale kanoner tilsammen, og med dyr som ammunition
- [tuck tuck tuck] – En rød monstertruck produceres